# Baroniella camptocarpoides
Baroniella camptocarpoides là một loài thực vật có hoa trong họ La bố ma. Loài này được Costantin & Gallaud mô tả khoa học đầu tiên năm 1907.

## Phân bố
Loài này đặc hữu Madagascar.